# فرنسيسكو فييرا
فرنسيسكو فييرا (26 أغسطس 1899 في البرتغال - ) هو لاعب كرة قدم برتغالي في مركز حراسة المرمى. شارك مع منتخب البرتغال لكرة القدم. أما مع النوادي، فقد لعب مع نادي بنفيكا.

## وصلات خارجية
- فرنسيسكو فييرا على موقع قاعدة بيانات كرة القدم.إي يو (الإنجليزية)
- فرنسيسكو فييرا على موقع عالم كرة القدم.نت (الإنجليزية)